# Skarby III Rzeszy
Skarby III Rzeszy – polski program telewizyjny dotyczący historii ukrycia przez III Rzeszę znacznych ilości złota, banknotów, dóbr kultury w rejonie Dolnego Śląska w ostatnich miesiącach II wojny światowej. Emitowany od 1 października 2012 do 16 grudnia 2013 na antenie Polsat Play. Pomysłodawcą i autorem cyklu był dziennikarz Bogusław Wołoszański.

## Odcinki
Program realizowano w trzech seriach. Pierwsza seria liczyła dziesięć odcinków a pozostałe dwie po dwanaście na serię.
| Seria | Odcinek | Tytuł                            | Premiera             |
| ----- | ------- | -------------------------------- | -------------------- |
| 1     | 1       | Tajemniczy zamek                 | 1 października 2012  |
| 1     | 2       | Szlak szczurów                   | 8 października 2012  |
| 1     | 3       | Grabieżcy                        | 15 października 2012 |
| 1     | 4       | Lista zaginionych skarbów        | 22 października 2012 |
| 1     | 5       | Strażnicy skarbów                | 29 października 2012 |
| 1     | 6       | Podziemna twierdza Hitlera       | 5 listopada 2012     |
| 1     | 7       | Największa tajemnica zamku Książ | 12 listopada 2012    |
| 1     | 8       | Dolina tajemnic                  | 19 listopada 2012    |
| 1     | 9       | Religia Heinricha Himmlera       | 26 listopada 2012    |
| 1     | 10      | Największa tajemnica             | 3 grudnia 2012       |